# Ahmed Hill
Ahmed Ismael Hill (ur. 21 marca 1995 w Fort Valley) – amerykański koszykarz występujący na pozycji rzucającego obrońcy, obecnie zawodnik HydroTrucka Radom.
W 2013 zdobył srebrny medal w turnieju Nike Global Challenge.
W 2019 reprezentował Brooklyn Nets podczas rozgrywek letniej ligi NBA w Las Vegas, rozegrał też kilka spotkań przedsezonowych jako zawodnik Charlotte Hornets.
6 grudnia 2022 zawarł kontrakt z HydroTruckiem Radom.

## Osiągnięcia
Stan na 27 lutego 2022, na podstawie, o ile nie zaznaczono inaczej.
NCAA
- Uczestnik rozgrywek:
  - Sweet 16 turnieju NCAA (2019)
  - turnieju:
    - Portsmouth Invitational Tournament (2019)
    - NCAA (2017–2019)
- Zaliczony do:
  - I składu turnieju 2K Sports Classic (2018)
  - składu ACC Academic Honor Roll (2019)

Indywidualne
- Zaliczony do II składu All-CEBL (2021)
- Uczestnik konkursu wsadów EBL (2022)[4]